# Microcerella
Microcerella är ett släkte av tvåvingar. Microcerella ingår i familjen köttflugor.

## Dottertaxa tillMicrocerella, i alfabetisk ordning[1]
- Microcerella acrydiorum
- Microcerella adelphe
- Microcerella alpina
- Microcerella alvarengai
- Microcerella analis
- Microcerella andina
- Microcerella antonioi
- Microcerella apicalis
- Microcerella argentina
- Microcerella aridina
- Microcerella aulacophyto
- Microcerella aurigaster
- Microcerella auromaculata
- Microcerella austrohartigia
- Microcerella baumgartneri
- Microcerella bermuda
- Microcerella bicoloricauda
- Microcerella boetia
- Microcerella boettcherimima
- Microcerella boliviana
- Microcerella carchia
- Microcerella chaetosa
- Microcerella chicoensis
- Microcerella chilena
- Microcerella chilensis
- Microcerella cinerea
- Microcerella coniceti
- Microcerella cortesi
- Microcerella cortesiana
- Microcerella covai
- Microcerella curicoensis
- Microcerella curiosa
- Microcerella ecuatoriana
- Microcerella edwardsi
- Microcerella engeli
- Microcerella erythropyga
- Microcerella globilipenis
- Microcerella globulipenis
- Microcerella halli
- Microcerella hypopygialis
- Microcerella impressa
- Microcerella jejuna
- Microcerella jujuyensis
- Microcerella jujuyia
- Microcerella lalie
- Microcerella mallochi
- Microcerella matucanensis
- Microcerella mirabilis
- Microcerella muehni
- Microcerella multidentata
- Microcerella nigriventris
- Microcerella penai
- Microcerella peruana
- Microcerella pilicoxa
- Microcerella pilifacies
- Microcerella quimaliensis
- Microcerella reinhardi
- Microcerella retusa
- Microcerella rufipes
- Microcerella rufomaculata
- Microcerella rusca
- Microcerella salavini
- Microcerella salsa
- Microcerella sarcophagina
- Microcerella scrofa
- Microcerella shannoni
- Microcerella spinosa
- Microcerella tarmaensis
- Microcerella taurina
- Microcerella texana
- Microcerella tibanae
- Microcerella travassosi
- Microcerella tripartita
- Microcerella weyrauchi
- Microcerella wygodzinskyi